# Церна
Церна (хорв. Cerna) — населений пункт та община у Вуковарсько-Сремській жупанії Хорватії.

## Населення
Населення общини за даними перепису 2011 року становило 4 595 осіб. Населення самого поселення становило 3 791 осіб.
Динаміка чисельності населення общини:
Динаміка чисельності населення центру громади:

## Населені пункти
Крім поселення Церна, до громади також входять Шишковці.

## Клімат
Середня річна температура становить 11,14°C, середня максимальна – 25,54°C, а середня мінімальна – -6,04°C. Середня річна кількість опадів – 703 мм.
| Клімат поселення                              | Клімат поселення | Клімат поселення | Клімат поселення | Клімат поселення | Клімат поселення | Клімат поселення | Клімат поселення | Клімат поселення | Клімат поселення | Клімат поселення | Клімат поселення | Клімат поселення | Клімат поселення |
| Показник                                      | Січ.             | Лют.             | Бер.             | Квіт.            | Трав.            | Черв.            | Лип.             | Серп.            | Вер.             | Жовт.            | Лист.            | Груд.            |                  |
| Середній максимум, °C                         | 5,95             | 8,14             | 12,73            | 17,34            | 22,54            | 25,54            | 25,41            | 24,92            | 20,92            | 15,50            | 9,60             | 5,60             |                  |
| Середня температура, °C                       | −0,05            | 2,10             | 6,70             | 11,38            | 16,56            | 19,59            | 21,32            | 20,81            | 16,83            | 11,38            | 5,50             | 1,50             |                  |
| Середній мінімум, °C                          | −6,04            | −3,84            | 0,75             | 5,36             | 10,55            | 13,57            | 17,20            | 16,73            | 12,73            | 7,28             | 1,40             | −2,61            |                  |
| Норма опадів, мм                              | 45               | 41               | 43               | 55               | 64               | 90               | 69               | 64               | 52               | 59               | 66               | 55               |                  |
| Середньомісячна швидкість вітру, м/с          | 2.04             | 2.30             | 2.60             | 2.50             | 2.25             | 2.10             | 2.08             | 1.90             | 1.80             | 1.94             | 2.02             | 2.10             |                  |
| Середньомісячна сонячна радіація, кДж/м²·день | 4375             | 7050             | 11061            | 15528            | 19335            | 21439            | 22418            | 20481            | 15144            | 9487             | 4912             | 3640             |                  |
| --------------------------------------------- | ---------------- | ---------------- | ---------------- | ---------------- | ---------------- | ---------------- | ---------------- | ---------------- | ---------------- | ---------------- | ---------------- | ---------------- | ---------------- |
| Джерело:                                      |                  |                  |                  |                  |                  |                  |                  |                  |                  |                  |                  |                  |                  |